# J리그 승격 플레이오프
J리그 승격 플레이오프(일본어: J1昇格プレーオフ)는 2012년부터 J리그 디비전 2의 규모가 22개 팀으로 확대되면서 도입한 방식으로, 잉글랜드의 풋볼 리그 챔피언십과 비슷하게 J리그 디비전 1으로 승격할 3개 팀 중 1개 팀을 가리는 플레이오프이다.

## 방식

### 기본 방식
- J리그 디비전 2의 우승 팀과 준우승 팀은 자동으로 J리그 디비전 1으로 승격된다.
- J리그 디비전 2의 3위~6위 팀은 다음과 같이 플레이오프를 치른다.
  - 1라운드는 정규 리그 3위 팀 대 6위 팀, 4위 팀 대 5위 팀으로 치르되, 상위 팀의 홈 구장에서 단판 승부로 치른다.
  - 2라운드는 도쿄 국립경기장에서 단판 승부로 치른다.
  - 1라운드와 2라운드 모두 전·후반 무승부시 연장전과 승부차기 없이 정규 리그 순위가 높은 팀을 승자로 처리한다.

### J1 라이선스 관련
2012년부터 J1 라이선스 제도를 도입하여, J리그 디비전 1으로 승격할 수 있는 성적을 거두더라도 반드시 J1 라이선스를 취득하여야만 승격할 수 있게 되었다. J1 라이선스를 취득하지 못한 팀이 승격권에 진입한 상태로 정규 리그가 종료될 경우 다음과 같이 처리된다.
- 3위~6위 팀 중 일부가 J1 라이선스를 취득하지 못한 경우는 7위 이하의 팀이 J1 라이선스를 취득하였더라도 플레이오프 출전권이 승계되지 않고 그만큼 플레이오프 참가 팀 숫자가 줄어든다.
  - 3위~6위 팀 중 1팀이 J1 라이선스를 취득하지 못하여 나머지 3팀이 플레이오프에 참가하는 경우 3팀 중 순위가 가장 높은 팀이 부전승으로 2라운드에 진출하고 나머지 2팀이 1라운드를 치른다.
  - 3위~6위 팀 중 2팀만 J1 라이선스를 취득한 경우에는 그 2팀 간의 플레이오프만으로 승격할 팀을 결정하게 된다.
  - 3위~6위 팀 중 단 1팀만 J1 라이선스를 취득한 경우에는 플레이오프 없이 자동으로 승격된다.
  - 3위~6위 팀 중 단 1팀도 J1 라이선스를 취득하지 못한 경우에는 플레이오프가 열리지도 않고 J리그 디비전 1의 16위 팀도 강등되지 않는다.
- 우승 팀 또는 준우승 팀이 J1 라이선스를 취득하지 못한 경우에도 자동 승격권이 승계되지 않는다. 또한, 그 팀의 수효만큼 J리그 디비전 1의 강등 팀 수효도 줄어든다.

## 라이선스

### J1 라이선스 취득 (승격 가능)
클럽 라이선스 심사 결과 다음 팀들이 J1에 참가할 수 있는 자격이 있다. 만일 아래에 속하는 팀들이 J2에서 우승하거나 준우승하면 자동 승격, 6위 이내에 들면 승격 플레이오프에 참가한다. (2016년 기준, 굵은 글씨는 2015년 J1 참가 팀)
| - 홋카이도 콘사돌레 삿포로 - 베갈타 센다이 - 몬테디오 야마가타 - 가시마 앤틀러스 - 도치기 SC - 우라와 레드 다이아몬드 - 오미야 아르디자 - 제프 유나이티드 - 가시와 레이솔 - FC 도쿄 | - 도쿄 베르디 - 가와사키 프론탈레 - 요코하마 F. 마리노스 - 요코하마 FC - 쇼난 벨마레 - 방포레 고후 - 마쓰모토 야마가 - 알비렉스 니가타 - 카탈레 도야마 | - 츠바이겐 가나자와 - 시미즈 에스펄스 - 주빌로 이와타 - 나고야 그램퍼스 - FC 기후 - 교토 상가 - 감바 오사카 - 세레소 오사카 - 비셀 고베 | - 파지아노 오카야마 - 산프레체 히로시마 - 도쿠시마 보르티스 - 에히메 FC - 아비스파 후쿠오카 - 사간 도스 - V-파렌 나가사키 - 로아소 구마모토 - 오이타 트리니타 |

### J1 라이선스 미취득 (승격 불가)
다음 팀들은 J1 라이선스를 취득하지 못하여 J1로 승격할 수는 없는 팀들이다. 그 수가 매우 많은 관계로 J2에 참가하고 있거나 J2로 승격할 수 있는 팀에 한하여 기재한다.
- 미토 홀리호크
- 더스파구사쓰 군마
- 마치다 젤비아
- 나가노 파르세이루
- 레노파 야마구치
- 카마타마레 사누키
- 기라반츠 기타큐슈

## 역대 결과
| 팀명의 색상 구분               |
| ------------------------------ |
| J1 라이선스 취득 (승격 허가)   |
| J1 승격 조건부 허가            |
| J1 라이선스 미취득 (승격 불허) |

### 2012년
| 자동 승격   | 1위             | 2위              | 승격 팀 수 |
| ----------- | --------------- | ---------------- | ---------- |
| 자동 승격   | 방포레 고후     | 쇼난 벨마레      | 2/2        |
| 플레이 오프 | 3위             | 4위              | 참가 팀 수 |
| 플레이 오프 | 교토 상가       | 요코하마 FC      | 4/4        |
| 플레이 오프 | 5위             | 6위              | 4/4        |
| 플레이 오프 | 제프 유나이티드 | 오이타 트리니타* | 4/4        |

- (*) 오이타 트리니타는 경영난으로 인해 JFA로부터 융자받은 3억엔을 완납하는 조건으로 승격 플레이오프 참가를 허가받았다.

| 팀 1             | 결과    | 팀 2                |
| 1라운드          | 1라운드 | 1라운드             |
| ---------------- | ------- | ------------------- |
| 교토 상가 FC (3) | 0 : 4   | (6) 오이타 트리니타 |
| 요코하마 FC (4)  | 0 : 4   | (5) 제프 유나이티드 |

| 팀 1                | 결과    | 팀 2                |
| 2라운드             | 2라운드 | 2라운드             |
| ------------------- | ------- | ------------------- |
| 오이타 트리니타 (6) | 1 : 0   | (5) 제프 유나이티드 |

### 2013년
| 자동 승격   | 1위             | 2위               | 승격 팀 수 |
| ----------- | --------------- | ----------------- | ---------- |
| 자동 승격   | 감바 오사카     | 비셀 고베         | 2/2        |
| 플레이 오프 | 3위             | 4위               | 참가 팀 수 |
| 플레이 오프 | 교토 상가       | 도쿠시마 보르티스 | 4/4        |
| 플레이 오프 | 5위             | 6위               | 4/4        |
| 플레이 오프 | 제프 유나이티드 | V-파렌 나가사키   | 4/4        |

| 팀 1                  | 결과    | 팀 2                 |
| 1라운드               | 1라운드 | 1라운드              |
| --------------------- | ------- | -------------------- |
| 교토 상가 FC (3)      | 0 : 0   | (6) V・바렌 나가사키 |
| 도쿠시마 보르티스 (4) | 1 : 1   | (5) 제프 유나이티드  |

| 팀 1             | 결과    | 팀 2                  |
| 2라운드          | 2라운드 | 2라운드               |
| ---------------- | ------- | --------------------- |
| 교토 상가 FC (3) | 0 : 2   | (4) 도쿠시마 보르티스 |

### 2014년
| 자동 승격   | 1위               | 2위               | 승격 팀 수 |
| ----------- | ----------------- | ----------------- | ---------- |
| 자동 승격   | 쇼난 벨마레       | 마쓰모토 야마가   | 2/2        |
| 플레이 오프 | 3위               | 4위               | 참가 팀 수 |
| 플레이 오프 | 제프 유나이티드   | 주빌로 이와타     | 3/4        |
| 플레이 오프 | 5위               | 6위               | 3/4        |
| 플레이 오프 | 기라반츠 기타큐슈 | 몬테디오 야마가타 | 3/4        |

기라반츠 기타큐슈가 J1 라이선스를 취득하지 못하여 승격할 수 없으므로 정규 리그 3위를 차지한 제프 유나이티드가 자동으로 2라운드에 진출하였다.
| 팀 1                | 결과    | 팀 2                  |
| 1라운드             | 1라운드 | 1라운드               |
| ------------------- | ------- | --------------------- |
| 제프 유나이티드 (3) | 부전승  |                       |
| 주빌로 이와타 (4)   | 1 : 2   | (6) 몬테디오 야마가타 |

| 팀 1                | 결과    | 팀 2                  |
| 2라운드             | 2라운드 | 2라운드               |
| ------------------- | ------- | --------------------- |
| 제프 유나이티드 (3) | 0 : 1   | (6) 몬테디오 야마가타 |

## 같이 보기
- J리그 승강결정전
- J1리그 참가결정전